# 824 Gruziński Batalion Piechoty
824 Gruziński Batalion Piechoty (niem. Georgisches Infanterie-Bataillon 824) – oddział wojskowy Wehrmachtu złożony z Gruzinów podczas II wojny światowej.

## Historia
Batalion został sformowany 27 sierpnia 1943 r. w Kruszynie koło Radomia jako Kampf-Bataillon. Liczył ok. 700 ludzi. Wchodził formalnie w skład Legionu Gruzińskiego. Otrzymał nieoficjalną nazwę 824 Gruzińskiego Batalionu Piechoty „Ilia Czawczawadze”. W październiku/listopadzie 1943 r. przeniesiono go do okupowanej północnej Francji. Podporządkowany został 349 Dywizji Piechoty, stacjonującej w rejonie Saint-Omer. W marcu/kwietniu 1944 r. batalion wraz z dywizją został przerzucony na południowy odcinek frontu wschodniego. Walczył z Armią Czerwoną pod Lwowem. W lipcu tego roku został całkowicie zniszczony. Kilkudzięsięcioosobowa ocalała grupa Gruzinów przyłączyła się do Ukraińskiej Armii Powstańczej (UPA).